# 孫基宗
孫 基宗（ソン・ギジョン、손기종）は中華民国及び中華人民共和国の飛行機副操縦士または整備士。

## 経歴
1911年、黄海道殷栗で孫斗煥の長男として生まれる。1919年4月、父に連れられ上海に家族で移住。仁成小学校と三一公学で学んだ。上海高等汽車専科学校機械高級第一班を卒業し、1928年、上海航空工廠で航空技術を学ぶ。
1930年から南京国民政府軍政部航空署に属し、民故宮飛行場にある第1飛機修理廠（廠長：林福元）後勤部の機械師、1931年から崔用徳の推薦により1937年まで委員長侍従室飛機管理処で蔣介石の自家用飛行機（福特機）の機械師兼副操縦士を務めた。操縦士はアメリカ人のエドワード・スミスであった。1932年3月、金鉄男の長女の金賢学と結婚。1935年4月、蔣介石が侍従室第一処主任の晏道剛に対して孫の毎月の給料を40元に増やすよう電報を送っている。
南京陥落後は1939年ごろからダグラス DC-2 36号（大達機、操縦士：衣復恩、副操縦士：楊辛癸）機械員として輸送任務に就いていたが、1941年、重慶南川飛行場（昆明飛行場とも）にて修理不可能だった航空機を修理したことから航空委員会に呼び戻され、飛行工程師。同年、重慶爆撃（成都とも）で爆弾が防空洞を直撃し妻子が亡くなった。当時、孫はラングーンで勤務していたが、電報を受け取ると帰国し、操縦士の衣復恩とともに金鉄男のもとを訪れて金より遺品を見せられた。甥の金正平によれば、孫は遺品を見たあと無言で玄関を飛び出し、衣復恩と肩を抱きかかえて号泣していたという。
その後、大達機機械員として復帰したと思われるが、太平洋戦争勃発後の1943年1月、成都太平寺飛行場にて中国初のC-47「大西洋号」を受領する。大西洋号は蔣介石専用機として使われた他、夜間に大別山の最前線に飛来し、遊撃部隊に紙幣を投下する特別任務にも就いた。ほどなくして担当を外れ、インドからヒマラヤ山脈を越えて中国本土への物資輸送に従事。「ハンプ越え」と呼ばれるこの輸送作戦は、終戦までに594機の輸送機を墜落させる過酷なものであった。中央政府から宣威奨章を授与される。1943年、華西協合大学学生だった中国人女性の陣功正と交際を始め、翌1944年、再婚。
1945年、中国航空公司（CNAC）の副操縦士。ビルマ、インド、昆明、麗江を飛行。5月よりC-47B 219号「美齢号」（操縦士：衣復恩、副操縦士：汪正中）の機務員（副操縦士兼機械師とも）。
終戦後も中国に残り、1950年から上海民間航空の副操縦士、1952年から重慶民間航空の飛行工程師、1957年から1965年まで雲南民間航空の地面設備工程師を担当した。文化大革命の時は、家族に身の危険を感じた事から国務院に嘆願書を何度も送り、周恩来の特例を受けて5人の子を朝鮮国籍にした。また、迫害を避けるために宣威奨章を捨てた。1979年、60年ぶりに北朝鮮に一時帰国。
1991年、雲南省昆明で肝硬変により死去。本人の遺言により、遺骨は北朝鮮に埋葬されることとなったが、故郷に親族がいなかったため、長男が住む新義州に埋葬された。

## 人物
- 日本語、英語のほか、中国語（上海話、広東語）を話せたという。朝鮮語は同胞と会うとき以外は家でも滅多に話す事はなかったが、晩年は死が迫るにつれ日常的に話すようになり、最期の言葉は朝鮮語で「家へ帰ろう、家へ帰ろう…」だったという[1]。
- 望郷の念は強く、自宅に金日成の肖像画を掲げ、キムチや冷麺を作ったり、朝鮮中央放送や朝鮮画報で熱心に朝鮮の情報を集めていた[1]。北朝鮮に一家で移住を考えていたが、息子らから「まだ国家は発展途上で苦しいです、父さん母さんは年を取っているので自分たちが先に様子を見てきましょう」と言われていた[1]。
- 戦時中の事を家族に語る事はなかった[6]。唯一、妻子が死亡した事だけ後妻の陣功正に話したという[1]。

## 親族
- 祖父：孫昌濂
- 父：孫斗煥…中国名は孫健、黄埔軍官学校で勤務、李済深の弁公室做副官。光復後は民族自主連盟政治委員、最高人民会議議員
- 母：上海で病死。上海的万国公墓（中国語版）に葬られる。
- 妹：上海で病死。
- 妻：金賢学（朝鮮語: 김현학）…1941年、重慶爆撃で2人の子とともに死亡。
- 舅：金鉄男
  - 甥：金正平…作曲家、国家一級指揮
- 妻：陣功正…華西協合大学（中国語版）卒業、陳積善（黄埔6期、少将）の子
- 長男：教師、1972年～73年、北朝鮮に帰国。
- 次男：技術者、1972年～73年、北朝鮮に帰国。
  - 娘：孫国娟…書道家

## 参考
- “蔣介石朝鮮籍私人機師孫基宗 半生漂泊抗日 魂歸故土償願” (中国語). 中国専題香港文匯報. (2015年4月3日) 2015年8月21日閲覧。
- “孫基宗飛行檔案” (中国語). 中国専題香港文匯報. (2015年4月3日) 2015年8月21日閲覧。
- 复旦大学韩国研究中心 (2013). 韩国研究论丛 第二十六辑. 社会科学文献出版社. pp. 132
- 衣復恩 (2011). 我的回憶. 青文教基金會